# Оксид хрому(II)
Хром(II) окси́д, окси́д хро́му(II) — неорганічна сполука, оксид складу CrO. Отриманий різнимим способами, оксид може бути чорним порошком або червоними кристалами. Проявляє осно́вні властивості.

## Отримання
Оксид хрому у вигляді чорного порошку синтезують окисненням амальгами хрому (CrHg чи CrHg3) киснем повітря або нітратною кислотою:
{\displaystyle \mathrm {2CrHg+O_{2}{\xrightarrow {}}CrO_{2}+2Hg} }
{\displaystyle \mathrm {2CrHg_{3}+O_{2}{\xrightarrow {}}CrO_{2}+6Hg} }
Також застосовується метод відновлення хром(III) оксиду воднем у розплаві фториду натрію (без доступу кисню — в атмосфері водню та азоту, у співвідношенні 2:1). Таким способом утворюються пластинчаті, гексагональні кристали із червоним або червоно-коричневим забарвленням:
{\displaystyle \mathrm {Cr_{2}O_{3}+H_{2}{\xrightarrow {}}2CrO+H_{2}O} }

## Хімічні властивості
На повітрі, при температурі понад 100 °C, CrO окиснюється до Cr2O3:
{\displaystyle \mathrm {4CrO+O_{2}{\xrightarrow {>100^{o}C}}2Cr_{2}O_{3}} }
Оксид хрому(II) проявляє осно́вні властивості. Він погано розчиняється у сульфатній та нітратній кислотах, а з хлоридною кислотою взаємодіє із утворенням хлоридів CrCl2 або CrCl3:
{\displaystyle \mathrm {CrO+2HCl{\xrightarrow {}}CrCl_{2}+H_{2}O} }
{\displaystyle \mathrm {2CrO+6HCl{\xrightarrow {}}2CrCl_{3}+2H_{2}O+H_{2}} }
При температурі 1000 °C оксид відновлюється воднем до металевого хрому:
{\displaystyle \mathrm {CrO+H_{2}{\xrightarrow {1000^{o}C}}Cr+H_{2}O} }